# George Tabori

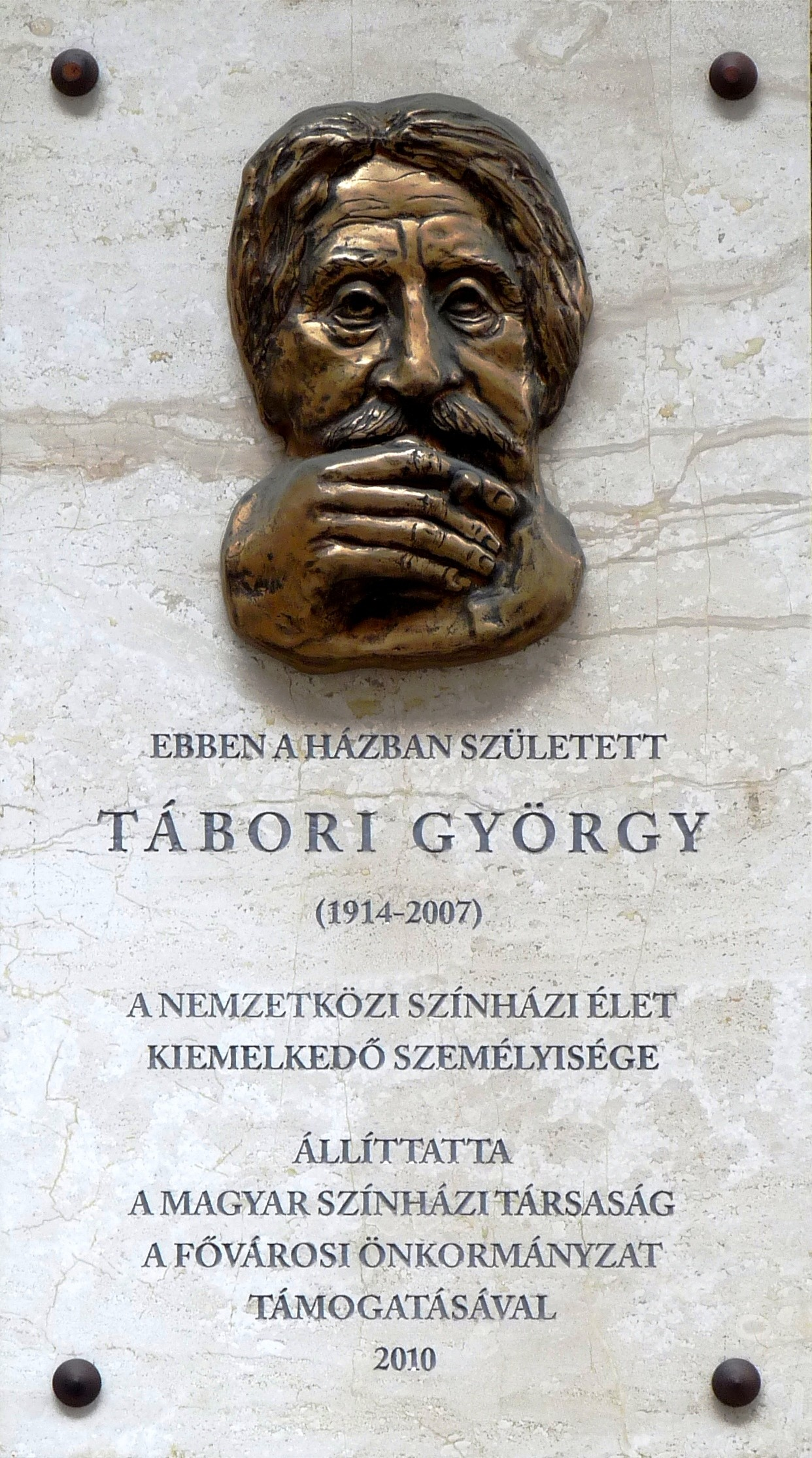
Plakett till minne av Tabori på huset där han föddes.

George Tabori, ungerska György Tábori, född 24 maj 1914 i Budapest, död 23 juli 2007 i Berlin, var en ungersk manusförfattare och teaterregissör. 
Han föddes i Budapest i Ungern, men växte upp i Tyskland. På 1930-talet flydde han undan nazismen till Storbritannien, samtidigt som delar av familjen blev kvar och dog i Förintelsen. Under andra världskriget arbetade han bland annat för BBC och den brittiska underrättelsetjänsten. 
1947 kom han till Hollywood, där han började arbeta som översättare. Han fick senare bland annat arbete som manusförfattare; han skrev exempelvis filmmanus till Operation X (1950) och Alfred Hitchcocks Jag bekänner (1953). Under 50-talet blev han dock svartlistad i USA på grund av sina vänsteråsikter. Mellan åren 1954 och 1972 var han gift med den svenska skådespelerskan Viveca Lindfors, med vilken han bildade teaterföretaget Strolling Players. 
1971 återvände Tabori till Tyskland och började regissera pjäser vid teatrar i Berlin, München och Wien.